# Hendrik Krawen
Hendrik Krawen (* 1963 in Lübeck, Deutschland) ist ein zeitgenössischer bildender Künstler (Grafik, Malerei, Installation). Er ist ein Urenkel des Ornithologen und Malers Richard Nagel und der Vater des Theaterkünstlers Luis August Krawen.

## Leben und Werk
Von 1978 bis 1981 lernte Krawen Malerei im Atelier des Malers und Grafikers Rainer Erhard Teubert und 1980 Architekturdarstellung bei einem Werbegrafiker in Lübeck. Von 1982 bis 1990 studierte er mit Unterbrechungen an der Kunstakademie Düsseldorf bei Alfonso Hüppi. Zwischen 1984 und 1996 übte auch der Künstler James Lee Byars einen wichtigen Einfluss auf seine Arbeit aus. 1990 war Krawen Mitinitiator des Projekts „EX WM“ und zwischen 1992 und 1994 des Projektraums WP8 in Düsseldorf.
Hendrik Krawen erhielt 1994 das Förderstipendium der Günther-Peill-Stiftung und 1995 das Stipendium der Barkenhoff-Stiftung.
Im Jahr 2000 zog er mit seiner Familie nach Berlin. Die Motive seiner Bilder, geprägt von Ruinen und Industriebauten, gehen auf seine Zeit in Düsseldorf zurück, wo der Abriss alter Fabriken in seinem Atelierumfeld an der Kölner Straße sein Interesse für die Thematik des Verlusts und Verschwindens weckte.
Andreas Reihse von Kreidler fasst Krawens Motive prägnant als „von Menschen Geschaffenes, im urbanen Raum angeordnet“ zusammen. Krawen entlehne Bildelemente „aus Drucktechnik, Architektur und vor allem auch aus der Typographie.“ Auffallend sind zahlreiche Bezüge zur Ikonografie der Romantik. Martina Weinhart erkennt sie etwa in der Abbildung der Thälmann-Statue als Ruine im Bild Ernst 2001 (2003), Barbara Hess verweist auf die gelegentlich auftretenden Rückenfiguren, Maren Lübbke auf das wiederkehrende Motiv der Schiffe. In einem Interview mit Francesca Boenzi für den Ausstellungskatalog von Shades of Green (Gallerie Lia Rumma, Neapel 2010) nannte Krawen die Maler Barnett Newman und Chéri Samba sowie Filme wie Menschen am Sonntag, Rote Wüste, Alphaville, Blade Runner und Do the Right Thing als Inspirationsquellen. Seit den 1980er Jahren war es zudem eine malerische Idee von Krawen, dass seine Bilder weder einer eindeutigen Herkunft noch einer bestimmten Zeit zuordenbar erscheinen sollten. Eine weitere Vorliebe Krawens gilt der Darstellung von Plattencovern aus der House-Music-Szene. Oft, so Krawen, trügen bereits die Cover-Titel eine eigene poetische Qualität.
2007/08 war Krawen als Gastprofessor an der Hochschule für bildende Künste in Hamburg tätig.

## Rezeption
Sven Drühl unterteilte Krawens Bilder im Artist Kunstmagazin im Jahr 2000 grob in vier Bereiche: Zum einen seien da die „erweiterten Landschaftsbilder“. Genau genommen isoliere Krawen „rein subjektiv präferierte Motive wie Bauruinen, Hausinnenansichten und Hochseetanker auf monochromem Untergrund.“ Der untere Bildrand bilde bei den Gebäudebildern immer den Horizont, die Gegenstände selbst nehmen vielfach nur knapp ein Viertel der Bildhöhe ein. Den zweiten Werkkomplex bildeten laut Drühl die „Discothek-Bilder“: Auf monochromen Flächen, von „ornamentartigen Querbalken zwei oder dreigeteilt [...] befinden sich akkurat ausgearbeitete Gegenstände wie Plattencover, Stehlampen, Buchstaben, Tanker, Thunfischdosen, Kohlebriketts und Schuhe.“ Der Maler erscheine „als manischer Ordnungsmensch, der die ihn interessierenden Gegenstände arrangiert.“ Den dritten Komplex bildeten dann nur noch Buchstaben. „Wie Spielbuchstaben, im Moment des Fallens eingefroren, täuschen diese seltsamen Formengebilde einen Wortcharakter vor, ohne daß die ableitbaren Buchstabenfolgen wirklich einen Sinn ergäben.“ Als vierten Komplex macht Drühl die zahlreichen Künstlerkollaborationen aus, wie die Arbeit „Una Cosa De Amour“, wo Krawen eine Fotoarbeit seiner ehemaligen Frau, der Künstlerin Katharina Jacobsen, mit einem Filzschreiber erweitert.
Barbara Hess vom Kölner Kunstmagazin Paradex spricht bei Krawens Architekturdarstellungen in der Ausstellung Treffpunkt Berlin (Galerie Bochynek, Düsseldorf) von einer „unspektakulären Ästhetik“: „Die gedämpfte Farbigkeit seiner Bilder, meist gebrochene Grün- und bräunliche Grautöne, erinnert an die Nacht-Fotos von Thomas Ruff, ihre matten, dichten Oberflächen an Bodenbeläge aus Linoleum. Monochromflächige Hintergründe kontrastieren mit gegenständlichen, perspektivisch konstruierten Bildelementen.“ Es gehe ihm nicht um topografisch genaue Beschreibungen konkreter Orte. „Die irreale Atmosphäre seiner Szenarien erinnert eher an die Plätze de Chiricos, der bekanntlich Rätsel liebte.“
Maren Lübbke vom Schweizer Kunstbulletin sieht als eine wesentliche Qualität in Krawens Bildern „das Zeigen einer Leere. Die Motive scheinen ihm lediglich als Vehikel zu dienen, um sich insbesondere dem Bildhintergrund zu widmen, um den Bildraum für eine schier unermessliche Weite zu öffnen.“ Lübbke zitiert den Künstler: „Ich könnte ja auch Wolken malen.“ Doch damit wäre der Bildraum zu offenkundig besetzt. Krawen gehe es „um diese undefinierte Weite, um die Erzeugung einer Bildtiefe, die nicht eindeutig beschrieben werden kann. Dazu braucht man ein Motiv.“ Als Krawen 2004 den Seitenlichtraum der Kunsthalle Düsseldorf gestaltete, entsprach die großzügige Hängung im weiten Ausstellungsraum der „motivischen Entleerung“ seiner Bilder. Christiane Meixner vom Tagesspiegel interpretierte die Dominanz der Leere hinter den Motiven so: „[Seine Motive] scheinen mit den monochromen, seltsam unbestimmten Hintergründen zu verschmelzen. Nicht mehr lange und sie sind komplett verschwunden. Getilgt aus der Wirklichkeit, aufgehoben bloß noch als magische Impressionen im Gedächtnis.“
Gudrun Bott schrieb anlässlich der Ausstellung Urbane Sequenzen 2002: „Indem Krawen die Monumente und Architekturpanoramen am unteren Bildrand wie auf einem schmalen Gesims positioniert und nicht perspektivisch im Bildraum verankert, gewinnen sie eine modellhafte Anmutung. [...] Auch die vereinzelt auftauchenden Arbeiter und Passanten wirken wie konfektionierte Staffagefiguren. [...] Die stumpfen Grün-, Violett- und Grautöne – aus der  Palette der Kachel- und Wandfarben von 1950 – erzeugen beklemmende Farbatmosphären, deren Kombination mit den historisierenden Stadtfragmenten ganze Arsenale brüchiger Erinnerungen aufscheinen lässt, ohne in Nostalgie abzugleiten.“
2003 stellte die Kunsthalle zu Kiel ihre Sammlung in der Ausstellung SEE History 2003 aus. Im dazugehörigen Katalog hob Sabine Bartelsheim die Genauigkeit hervor, mit der Krawen seine Motive abbilde. „Der nicht näher definierte Raum ebenso wie die unrealistische Farbgebung stehen konträr zum Realismus der Motivzeichnung. Wirklichkeitsnähe wird hier zum Kennzeichen der Begrenztheit der realen Welt der Motive, die sich in einem grenzenlosen Raum erheben.“
In Krawens Ausstellung Shades of Green 2011 in der Galerie Lia Rumma in Neapel bemerkte Giorgio Salzano von der Tageszeitung Roma ein „raffiniertes Klima der Schwebe“. Die Natur spreche in den Bildern, „in denen die Horizontlinie abgeflacht ist und Himmel und Erde einander ohne Unterbrechung jagen, fast immer durch Abwesenheit.“ Es trete „die ganze Einsamkeit des Menschen hervor, der sich, fast immer in Isolation, mit der Architektur in einem schillernden Grün auseinandersetzen muss, das alle anderen Erscheinungen aufhebt. [...] Die dichte und verdünnte, manchmal klaustrophobische Realität [ist] eine Warnung vor einer Umwelt, die sich aufgrund intensiver Ausbeutung, Fortschritt und des absoluten Mangels an Respekt gegenüber der Natur rasch verändert.“

## Öffentlichen Sammlungen
- Bayerische Staatsgemäldesammlungen München
- Kunsthalle zu Kiel
- Musée d’Art moderne et contemporain de Strasbourg
- Sammlung Falckenberg Hamburg
- Museum Kunstpalast Düsseldorf
- Leopold-Hoesch-Museum Düren

## Ausstellungen (Auswahl)

### Gruppenausstellungen
- 1984: Paravents, Schloss Loersfeld, Kerpen
- 1997: Sehfahrt, Altonaer Museum, Hamburg
- 1997: Surprisen II, Kunsthalle Nürnberg
- 1999: Superca…, Stedelijk Museum Bureau, Amsterdam
- 2001: Salons de Musique, MAMCS, Strasbourg
- 2003: deutschemalereizweitausendunddrei, Frankfurter Kunstverein
- 2004: Central Station/la collection Falckenberg, la maison rouge, Paris
- 2005: raumfürraum, Kunsthalle Düsseldorf und Kunstverein, Düsseldorf
- 2006: Die Jugend von heute, Schirn Kunsthalle, Frankfurt a. M.
- 2006: Metropolitanscape, Palazzo Cavour, Turin
- 2008: what kind of painting, Sprueth Magers Projekte, München
- 2009: Malerei ist immer abstrakt, Staatsgalerie Moderne Kunst im Glaspalast Augsburg
- 2012: Aus Passion – Sammlung Hanck, Museum Kunstpalast, Düsseldorf
- 2015: Radikal Modern. Planen und Bauen in Berlin der 1960er-Jahre, Berlinische Galerie
- 2019: Questo De Aqua Et Terra, Rocca di Angera
- 2020: Leaving and Returning, Braverman Gallery, Tel Aviv
- 2022: Books, Vincenz Sala, Berlin
- 2024: Xiella, Kewenig, Berlin

### Einzelausstellungen
- 1986: Hendrik Krawen, Orange Sofa, Galerie Jule Kewenig
- 1991: Ölbilder, Galerie Jule Kewenig, Frechen
- 1996: Lexicon Discothek Bon, Leopold-Hoesch-Museum, Düren
- 1998: Treffpunkt Berlin, Bochynek, Düsseldorf
- 2001: Motiv, Kerstin Engholm Galerie, Wien
- 2011: Shades of Green, Galleria Lia Rumma, Neapel
- 2017: Ich sing' dir ein Lied (two Parts), ITALIC, Berlin
- 2018: Dilema Perdido Kewenig, Palma de Mallorca
- 2021: Der angebrochene Tag – Version II, Martin Leyer-Pritzkow, Düsseldorf
- 2023: A Vendre, Pied-à-Terre, Berlin
- 2023: Chapter & Version, Martin Leyer-Pritzkow, Düsseldorf